# Grevillea juniperina
Espèce
Classification phylogénétique
Grevillea juniperina est une espèce de plantes à fleurs de la famille des Proteaceae. C'est un arbuste endémique de l'est de la Nouvelle-Galles du Sud et du sud-est du Queensland en Australie.
Il atteint généralement entre 0,2 et 3 mètres de hauteur. Les feuilles piquantes font de 0,5 à 3,5 cm de long et 0,5 à 6 mm de large. Il donne des fleurs roses, rouges, orange, jaunes ou verdâtres toute l'année mais surtout entre le milieu de l'hiver et le début de l'été dans son aire naturelle.
L'espèce a été décrite pour la première fois par le botaniste Robert Brown en 1810. Le qualifificatif juniperina rappelle que ses feuilles sont semblables à celles du genévrier.

## Sous-espèces
- G. juniperina subsp. allojohnsonii
- G. juniperina subsp. amphitricha
- G. juniperina subsp. fortis Makinson
- G. juniperina R.Br. subsp. juniperina
- G. juniperina subsp. sulphurea (A.Cunn.) )
- G. juniperina subsp. trinervis (R.Br.)
- G. juniperina subsp. villosa